# هانك شوارتز
هانك شوارتز (بالإنجليزية: Hank Schwartz)‏ هو شخصية أعمال أمريكي، ولد في 8 سبتمبر 1927 في بروكلين في الولايات المتحدة.